# 빌라역
빌라역(독일어: Wila)은 스위스 취리히주와 빌라 시정촌에 있는 기차역이다. 역은 퇴스탈 철도선에 있으며, 취리히 S-반 노선 S11 및 S26이 운행된다.

## 운행편
2021년 12월 시간표 변경에 따라 빌라에서 다음 서비스가 정차한다.
- 취리히 S-반
  - S11 : 아라우까지 운행
  - S26 : 빈터투어에서 뤼티 ZH까지 운행